# Jelena Jewdokimowna Nerasik
Jelena Jewdokimowna Nerasik (russisch Елена Евдокимовна Неразик; * 17. November 1927 in Witebsk) ist eine sowjetisch-russische Mittelalterhistorikerin.

## Leben
Nerasik studierte 1945–1950 an der Lomonossow-Universität Moskau in der Historischen Fakultät. Anschließend absolvierte sie die Aspirantur am Moskauer Miklucho-Maklai-Institut für Ethnographie der Akademie der Wissenschaften der UdSSR unter der Leitung Sergei Tolstows. 1954 verteidigte sie ihre Dissertation über afrighidische Denkmäler des antiken Choresmiens mit Erfolg für die Promotion zur Kandidatin der historischen Wissenschaften.
Seit 1954 ist Nerasik wissenschaftliche Mitarbeiterin des Miklucho-Maklai-Instituts für Ethnographie der Akademie der Wissenschaften der UdSSR (seit 1991 Russische Akademie der Wissenschaften). Sie kam in Tolstows archäologisch-ethnographische Choresmien-Expedition und wurde Spezialistin für die frühmittelalterliche Bevölkerung. Sie untersuchte die mittelalterlichen Denkmäler der Stadt- und Landbevölkerung südlich des Aralsees. Die Festung Jakke-Parsan war einer der untersuchten Orte. Sie verteidigte 1978 ihre Doktor-Dissertation über die ländliche Heimstätte in Choresmien im 1.–14. Jahrhundert und die Geschichte von Heim und Familie mit Erfolg für die Promotion zur Doktorin der historischen Wissenschaften.

## Ehrungen, Preise
- Albert-Einstein-Medaille der UNESCO (1990)